# Peter Rocca
Peter Rocca (ur. 27 lipca 1957 w Oakland) – amerykański pływak specjalizujący się w stylu grzbietowym, mistrz olimpijski i wicemistrz świata. 

## Kariera
W 1975 roku na igrzyskach panamerykańskich w Meksyku zdobył złote medale na dystansie 100 m stylem grzbietowym i w sztafecie 4 × 100 m stylem zmiennym. 
Rok później podczas igrzysk olimpijskich w Montrealu płynął w wyścigu eliminacyjnym sztafet 4 × 100 m stylem zmiennym i otrzymał złoty medal, kiedy Amerykanie zwyciężyli w finale. W konkurencji 100 m stylem grzbietowym wywalczył srebro, uzyskawszy czas 56,34. Na dwukrotnie dłuższym dystansie również był drugi (2:00,55). 
Na mistrzostwach świata w Berlinie Zachodnim zdobył srebrny medal w konkurencji 100 m stylem grzbietowym (56,69).
W 1979 roku podczas igrzysk panamerykańskich w San Juan zwyciężył na dystansie 200 m stylem grzbietowym.
Rok później Rocca zakwalifikował się na igrzyska olimpijskie w Moskwie, ale nie wziął w nich udziału ze względu na bojkot państw zachodnich.